# Muara Tige
Muara Tige is een bestuurslaag in het regentschap Padang Lawas van de provincie Noord-Sumatra, Indonesië. Muara Tige telt 359 inwoners (volkstelling 2010).